# Joost van den Vondel

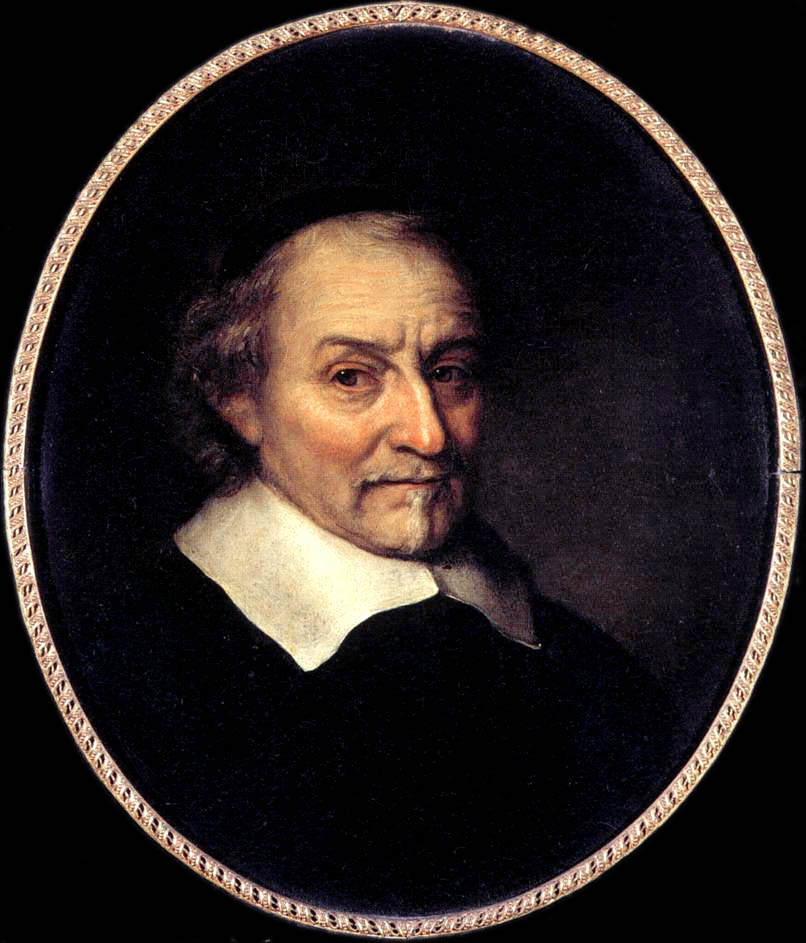
Joost van den Vondel, Porträt von Philips de Koninck, 1665.
Vondels Unterschrift:

Joost van den Vondel (* 17. November 1587 in Köln; † 5. Februar 1679 in Amsterdam) war ein niederländischer Dichter und Dramatiker. Er wird neben Gerbrand A. Bredero und Pieter Corneliszoon Hooft als der bedeutendste Dichter des Goldenen Zeitalters der Niederlande angesehen.

## Leben
Joost van den Vondel wurde als zweites von sieben Kindern in der Kölner Großen Witschgasse geboren. Seine Eltern waren Joost van Vondelsenior und Sara Cranen. Sie stammten aus Antwerpen, flohen jedoch von dort auf Grund der Gegenreformation nach Köln, da sie dem mennonitischen Glauben angehörten. In Köln wurden drei der insgesamt sieben Kinder geboren, Joost van den Vondels ältere Schwester Clementia 1586, im folgenden Jahr Joost selbst und 1594 seine Schwester Sara. Da die Gegenreformation auch in Köln vorangetrieben wurde, zog die Familie 1596 über Utrecht nach Amsterdam. Ungeachtet dieser Vertreibung bewahrte sich Vondel sein ganzes Leben lang eine tiefe Zuneigung zu Köln, so bekannte er des Öfteren, dass er eine „große Sehnsucht nach meinem Geburtsort“ empfinde. 1639 verarbeitete er die Legende von Ursula von Köln und ihren 11.000 Jungfrauen zu der Tragödie Maeghden („Jungfrauen“). Als der schwedische König Gustav II. Adolf 1632 Köln bedrohte, bat ihn Vondel in dem Gedicht Olivenzweig für Gustav Adolf darum, seine Heimatstadt zu schonen.
Vondel verdiente sein Brot mit einem Strumpfhandelsgeschäft, das er von seinem Vater übernommen hatte. Nachdem sein Sohn damit 1656 Bankrott angemeldet hatte, wurde er aufgrund der Fürsprache seines Mäzens Bürgermeister Andries de Graeff von der Bank van Lening als Buchhalter angestellt; sein Gehalt bekam er nach seiner Pensionierung 1668 weiterhin. Er war Mitglied der Brabanter Dichtergilde Het Wit Lavendel. Noch während er als Strumpfmacher arbeitete, begann er, als Bewunderer des römischen Autors Seneca, selbst Dramen zu schreiben. Nach einer Phase intensiver religiöser Suche konvertierte er um 1640 zur katholischen Kirche, deren Lehre er auch literarisch darstellte (Altaergeheimenissen, 1645; Bespiegelingen van Godt en godtsdienst, 1662). Zugleich vertrat er die Ansicht, auch die „wahre“ Religion sei für einen Menschen wertlos ohne tätige Nächstenliebe.
Zu seinen Vorbildern zählte Gerhard Johannes Vossius (1577–1649). Crispin de Passe der Ältere veröffentlichte 1618 in Amsterdam in seinem Thronus Cupidinis unter anderem Verse von Vondel. Zu Vondels bedeutendsten Werken gehören seine Bühnenstücke Gijsbrecht van Aemstel und Lucifer.

## Gedenken

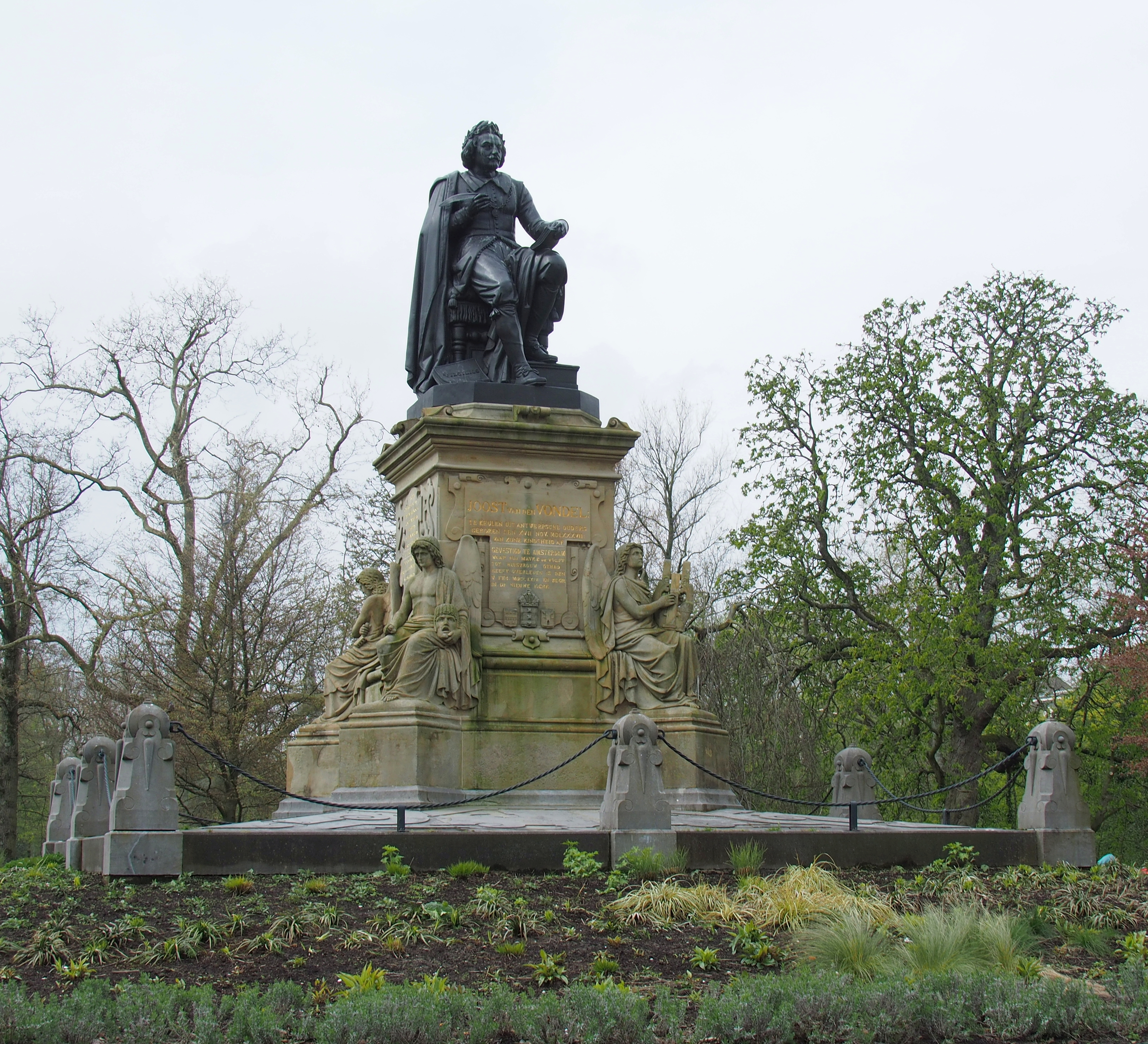
Denkmal im Vondelpark in Amsterdam

Nach Joost van den Vondel sind der Vondelpark in Amsterdam und die Vondelstraße im Kölner Stadtteil Neustadt-Süd benannt.
Vondels Gesicht ist auf Banknoten zu 5 NLG von 1973 abgebildet.
Der Asteroid (2992) Vondel trägt seinen Namen.
Die Alfred Toepfer Stiftung F. V. S. vergab von 1960 bis 2000 den Joost-van-den-Vondel-Preis.

## Werke

### Poesie
- Den Gulden Winckel der Konstlievende Nederlanders (1613)
- Hymnus ofte Lofgesangh over de wijdberoemde scheepvaert der Vereenigde Nederlanden (1613)
- Vorstelijcke warande der dieren (1617)
- Op de jongste Hollantsche Transformatie (1618)
- De Helden Godes (1620)
- Het lof der zeevaert (1623)
- Geboortklock van Willem van Nassau (1626)
- Bruyloftbed van P. C. Hooft en Helionora Hellemans (1627)
- Rommelpot van 't Hane-kot (1627)
- Verovering van Grol door Frederick Henrick, Prince van Oranje (1627)
- De Rynstroom (1630)
- Roskam (1630)
- Harpoen (1630)
- Een otter in 't bolwerck (1630)
- Geuse-vesper (1631)
- Decretum horribile (1631)
- Op Huygh de Groots verlossing (1632)
- Inwying der doorluchtige Schoole t'Amsterdam (1632)
- Kinderlijck (1632)
- Uitvaert van mijn dochterken (1633)
- Lyckklaght aan het Vrouwekoor, over het verlies van mijn ega (1635)
- De titel maakt alleen geen Graef (1638), Nachruf auf Jakob Dircksz de Graeff[8]
- Brieven der Heilige Maeghden, Martelaressen (1642)
- Aen de Beurs van Amsterdam (1643)
- J. J. Vondels Verscheide Gedichten (1644)
- Altaergeheimenissen (1645)
- Bouwzang[9]
- Poezy (verzamelbundel) (1650)
- Inwydinge van ’t stadthuis t’Amsterdam (1655), (Edition von Marijke Spies et al. online erreichbar unter[10])
- Het stockske van Joan van Oldenbarnevelt (1657)
- Zeemagazyn (1658)
- Wildzang (1660)
- Adonias (1661), Jacob de Graeff gewidmet[11]
- Toneelschilt oft Pleitrede voor het toneelrecht (1661)
- Bespiegelingen van Godt en Godtsdienst (1662)
- Ter bruiloft van den weledelen heer Peter de Graef, Jongkheer van Zuitpolsbroek en de weledele mejoffer Jakoba Bikker[12]
- Joannes de Boetgezant (1663)
- Afbeeldingen der stamheeren en zommige telgen van de Graven, Boelensen, Bickeren en Witsens, toegewyt den edelen en gestrengen Heere Andries de Graeff
- De Heerlijckheid der Kercke (1663)
- Uitvaert van Maria van den Vondel (1668)

### Dramen
- Het Pascha ofte de Verlossing Israels uit Egypten (1610)
- Hiërusalem verwoest (1620)
- Palamedes of Vermoorde Onnooselheijd (1625)
- Jozef of Sofompaneas (1635)
- Gijsbrecht van Aemstel (1637)
- Maeghden (1639)
- Gebroeders (1640)
- Joseph in Dothan (1640)
- Joseph in Egypten (1640)
- Peter en Pauwels (1641)
- Maria Stuart of Gemartelde Majesteit (1646)
- Leeuwendalers, lantspel (1647)
- Salomon (1648)
- Lucifer (1654)
- Salmoneus (1657)
- Jeptha of Offerbelofte (1659)
- David in Ballingschap (1660)
- David hersteld (1660)
- Samson of Heilige wraak (1660)
- Adonias of Rampsalighe kroonzucht (1661)
- Batavische gebroeders of Onderdruckte vryheit (1663)
- Faëton of Reuckeloze stoutheit (1663)
- Adam in Ballingschap of Aller treurspelen Treurspel (1664)
- Zunchin of Ondergang der Sineesche heerschappije (1667)
- Noah of Ondergang der eerste wereld (1667)

### Kurzgedichte
- 1627: Bruyloftbed van Pieter Corneliszoon Hooft en Helionora Hellemans
- 1633: Kinder-lyck (anlässlich des Todes seines Sohnes Constantijn)
- 1660: Op d’Afbeeldinge van den edelen gestrengen Heere Cornelis de Graeff[13]
- 1668: Uitvaert van Maria van den Vondel